# John Chisum
John Simpson Chisum (Contea di Hardeman, 15 agosto 1824 – Eureka Springs, 23 dicembre 1884) è stato un ricco allevatore del vecchio West nella seconda metà del XIX secolo.

## Biografia
Nacque nella contea di Hardeman (Tennessee) e si trasferì con la famiglia in Texas nel 1837, dove trovò lavoro come imprenditore edile. Fu anche impiegato della contea di Lamar (Texas). Era di origine scozzese, inglese e gallese.
Chisum venne coinvolto nel business del bestiame nel 1854, e divenne uno dei primi a mandare il proprio bestiame in Nuovo Messico. Ottenne della terra lungo il fiume Pecos per diritto di occupazione, e divenne poi il proprietario di un grande ranch a Bosque Grande, circa 60 km a sud di Fort Sumner, con oltre 100 000 capi di bestiame. Nel 1866-1867 Chisum strinse un accordo con gli allevatori Charles Goodnight e Oliver Loving in modo da portare i capi da vendere all'esercito presso Fort Sumner e Santa Fe, in modo da fornire bestiame ai minatori del Colorado ed a Bell Ranch.
Chisum morì ad Eureka Springs (Arkansas) il 23 dicembre 1884 all'età di 60 anni. Non si era sposato e lasciò le sue proprietà del valore di 500 000 dollari ai suoi fratelli, Pitzer e James. Mentre viveva a Bolivar (Texas) convisse con una giovane schiava di nome Jensie, e da lei ebbe due figlie. Chisum aveva una famiglia allargata che viveva con lui nel ranch South Springs a Roswell, e considerando anche i domestici si contavano oltre 20 persone nella proprietà. La nipote di Chisum, Sallie, figlia del fratello James, divenne una figura importante nella regione, nella quale visse fino al 1934. Sallie tenne un diario di importanza storica a causa dei riferimenti a Billy the Kid ed al suo uccisore, Pat Garrett, entrambi di sua conoscenza.

## Guerra della contea di Lincoln
Chisum era in affari con Alexander McSween, importante personaggio della faida conosciuta come Guerra della contea di Lincoln con soldi, conoscenze ed influenza che giocò un ruolo fondamentale nella disputa tra le opposte fazioni di allevatori e imprenditori. Quando Lew Wallace divenne governatore del Nuovo Messico il 1º ottobre 1878, proclamò un'amnistia per tutti coloro che erano coinvolti nell'aspra faida. Dopo che Billy the Kid si arrese alle autorità, si disse che sarebbe stato accusato della morte dello sceriffo William J. Brady.

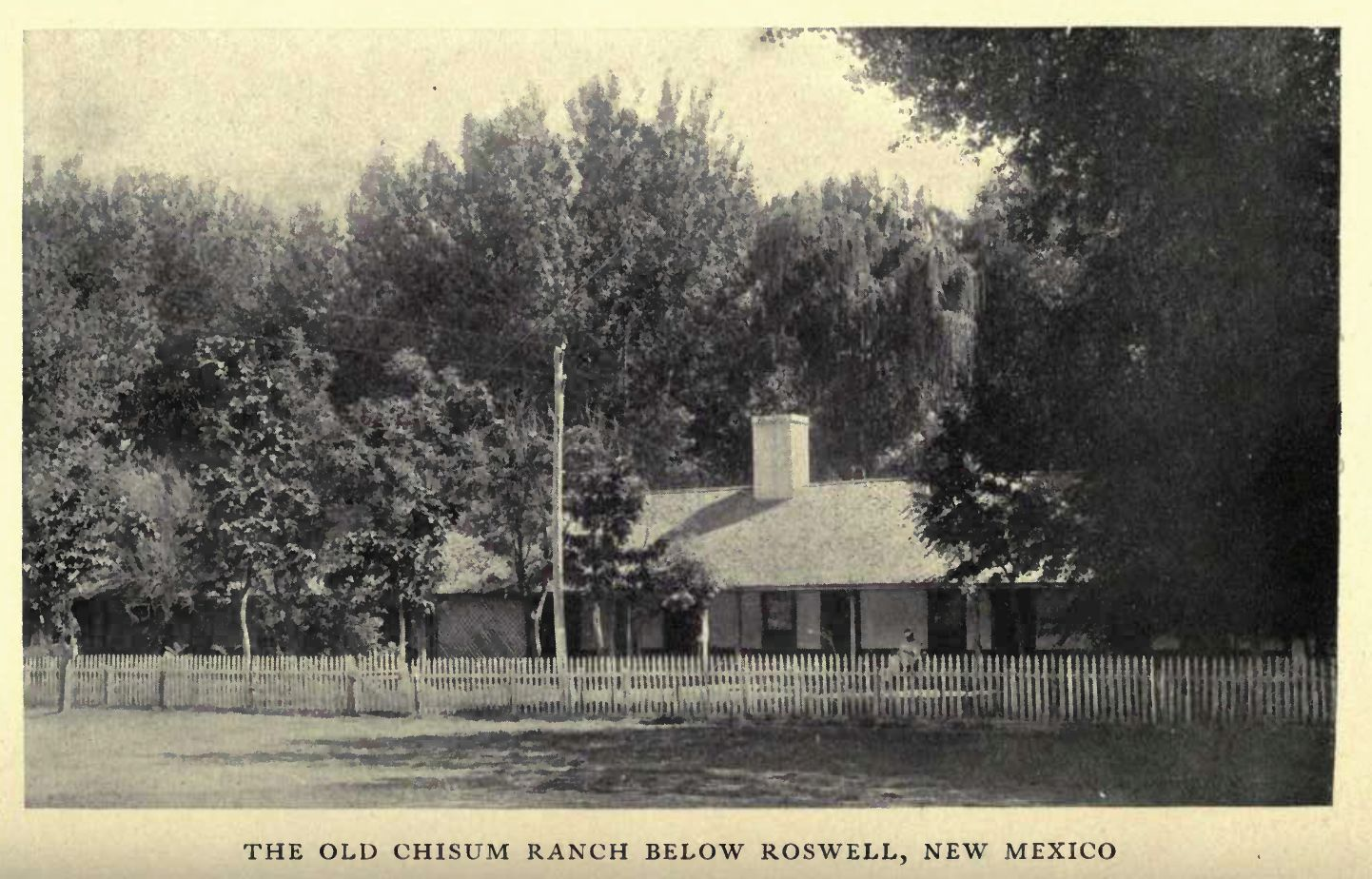
Chisum Ranch nei pressi di Roswell, Nuovo Messico

Billy the Kid fuggì e si incontrò con Chisum. Billy credeva che avesse con sé 500 dollari, ma Chisum si rifiutò di pagare, dicendo che gli avrebbe dato cavalli, provviste e protezione nel corso degli anni invece dei contanti. The Kid rispose promettendo di rubare così tanto bestiame da ottenere la cifra. La banda di The Kid rubò anche da altri allevatori diventando un grosso problema della contea di Lincoln. La sua banda comprendeva anche Dave Rudabaugh, Billy Wilson, Tom O'Folliard e Charlie Bowdre. Nel 1880 fu coinvolto nell'elezione di Pat Garrett a sceriffo della contea. Nel dicembre 1880 Garrett uccise due membri della banda di Kid, Tom O'Folliard e Charles Bowdre.

## Retaggio
Chisum e la sua storia sono stati raccontati in numerosi film. Tra i più famosi attori che hanno interpretato il ruolo di Chisum vi sono John Wayne in Chisum (1970) e James Coburn in Young Guns II - La leggenda di Billy the Kid (1990).